# This Time I Know It’s for Real
This Time I Know It’s for Real ist ein Lied von Donna Summer aus dem Jahr 1989, das von ihr und dem Produzententeam Stock Aitken Waterman geschrieben wurde. Es erschien auf dem Album Another Place and Time.

## Geschichte
Die Veröffentlichung fand im Januar 1989 statt. Nach der Veröffentlichung erreichte Donna Summer mit dem Lied ihr zweites und letztes Comeback. Im Gegensatz zum Lied She Works Hard for the Money wurde dieser Song in Großbritannien ein Top-Ten-Hit.

## Musikvideo
Beim Musikvideo wurde von Dieter Trattmann Regie geführt, in der Handlung des Videos wird Donna Summer von Backgroundtänzern begleitet.

## Rezeption

### Chartplatzierungen
| ChartsChartplatzierungen       | Höchstplatzierung | Wochen |
| ------------------------------ | ----------------- | ------ |
| Deutschland (GfK)              | 15 (19 Wo.)       | 19     |
| Vereinigte Staaten (Billboard) | 7 (17 Wo.)        | 17     |
| Vereinigtes Königreich (OCC)   | 3 (14 Wo.)        | 14     |

| ChartsJahrescharts (1989)      | Platzierung |
| ------------------------------ | ----------- |
| Deutschland (GfK)              | 56          |
| Vereinigte Staaten (Billboard) | 92          |
| Vereinigtes Königreich (OCC)   | 22          |

### Auszeichnungen für Musikverkäufe
| Land/Region                  | Auszeichnungen für Musikverkäufe (Land/Region, Auszeichnung, Verkäufe) | Verkäufe |
| ---------------------------- | ---------------------------------------------------------------------- | -------- |
| Vereinigte Staaten (RIAA)    | Gold                                                                   | 500.000  |
| Vereinigtes Königreich (BPI) | Silber                                                                 | 200.000  |
| Insgesamt                    | 1× Silber · 1× Gold ·                                                  | 700.000  |

## Coverversionen
Folgende Interpreten nahmen This Time I Know It’s For Real in einer eigenen Version auf:
- 2002: Anita (ungarische Version mit dem Titel Vallomás)
- 2004: Kelly Llorenna
- 2005: Rodeo Funk (unter dem Titel Let You Know)
- 2006: Young Divas
- 2010: Melanie Wilson[13]